# 滑車上神経
滑車上神経（かっしゃじょうしんけい、英：supratrochlear nerve）は第五脳神経である三叉神経第一枝の眼神経の枝である前頭神経の末梢枝の一つである。
同じく前頭神経の末梢枝である眼窩上神経よりも小さな神経で、上斜筋滑車上方を通り、鼻毛様体神経の滑車下枝と合流する枝を出す。その後、上斜筋滑車と眼窩上孔の間から眼窩を出て皺眉筋と前頭筋の下方に至り、前額部を上方に向かう。
下記の組織の知覚を支配する。
- 前頭部～額下部正中線近くの皮膚
- 結膜
- 内眼角
- 上眼瞼・鼻背の皮膚

## 追加画像

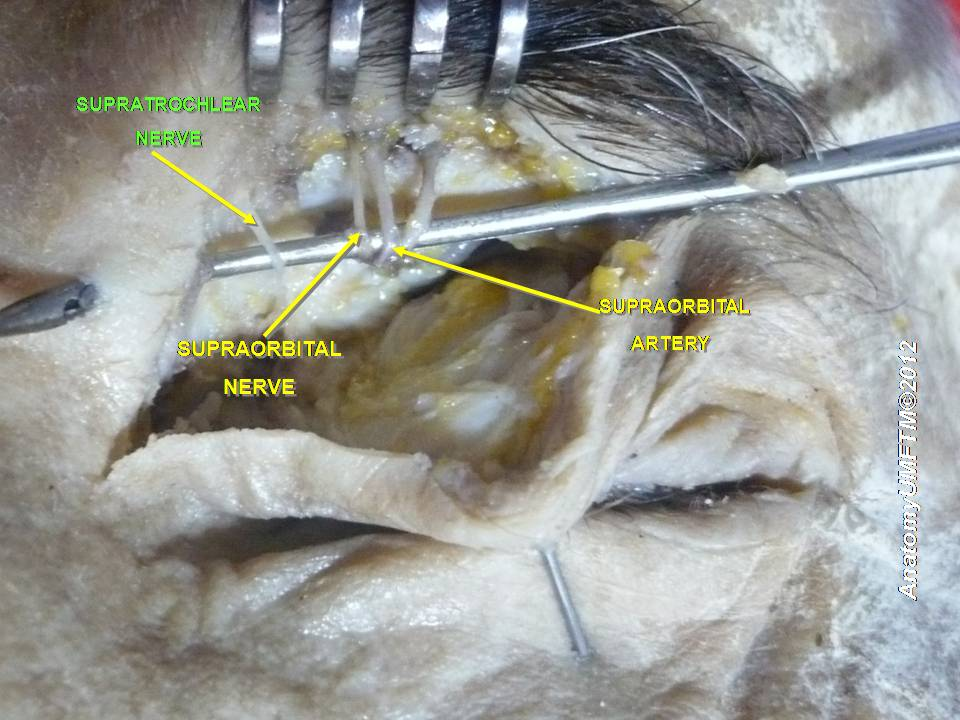
Supratrochlear nerve